# Populacija I
Populacija I je zajednički naziv za mlade zvijezde, zvjezdane skupove i asocijacije koje sadrže veći udio težih elemenata nastalih nukleosintezom u jezgrama drugih (Populacija II), potrošenih zvijezda. Ove zvijezde se tipično nalaze u blizini galaktičke ravnine, pogotovo u spiralnim kracima. 
U astronomiji i fizičkoj kozmologiji, metaličnost (metalicitet), oznaka Z, predstavlja udio mase zvijezde ili bilo kojeg drugog svemirskog objekta koji nije vodik (X) ili helij (Y). Većina fizičke tvari u svemiru u obliku je vodika i helija, pa astronomi se služe riječju "kovine" (metali) kao pogodni kratki izraz za "svi elementi osim vodika i helija" Ova se uporaba razlikuje od obične fizičke definicije krute kovine (metala). Razlog zašto astronomi služe se ovom riječju jest ta što pri visokoj temperaturi i tlaku koji je prirodno okružje unutar zvijezde, atomi ne prolaze kroz kemijske reakcije i efektivno nemaju kemijska svojstva, uključujući i ona pod kojima obično se podrazumijeva kovine. Primjerice, zvijezde i maglice s visokim udjelom ugljika, dušika, kisika i neona nose naslov "kovinom bogatih" u astrofizičkom smislu, iako su u kemiji ti elementi nemetalima.

## Poveznice
- Populacija II
- Populacija zvijezda
- Astracija
- metali u astrofizici
- Populacija (astronomija)